# 埃爾克頓 (伊利諾伊州)
埃爾克頓（英語：Elkton）是位於美國伊利諾伊州華盛頓縣的一個非建制地區。該地的面積和人口皆未知。

## 地理
埃爾克頓的座標為38°17′30″N 89°33′24″W / 38.29167°N 89.55667°W，而該地的平均海拔高度為152米（即499英尺）。